# Котен, Казимир Густавович
Барон Казимир Густавович (Евстафьевич) Котен (швед. Casimir von Kothen; 29 мая 1807, Локалакс, Шведская Финляндия — 25 ноября 1880, Мекленбург-Шверин) — российский и финляндский военный и государственный деятель, генерал-лейтенант, выборгский губернатор (1844—1853), сенатор.

## Биография
Родился 29 мая 1807 года, происходил из шведского баронского рода Котен. Его братья — генерал-майор Евстафий Котен (Густав Густавович) и отставной генерал-майор Мориц-Фердинанд, отец Вазаского и Тавастгусского губернатора Г.-А. Ф. Котена.
Образование получил в университете Або и Школе гвардейских подпрапорщиков и кавалерийских юнкеров, из которой был выпущен 25 марта 1828 года в лейб-гвардии Московский полк и сразу же принял участие в кампании против турок.
В 1831 году принимал участие в кампании против восставших поляков, был награждён орденом св. Анны 4-й степени и польским знаком отличия за военное достоинство (Virtuti Militari) 4-й степени.
С 1840 года служил по армейской пехоте, состоял для особых поручений при финляндском генерал-губернаторе и был директором его канцелярии (утверждён в должности в 1843 году, 25 июня этого года произведён в коллежские советники). С 1844 года исполнял обязанности главы Выборгской губернии, утверждён в губернаторской должности 2 апреля 1846 года. С 1845 по 1853 годы являлся председателем комитета по строительству Сайменского канала. 6 декабря 1847 года получил звание камергера, 8 апреля 1851 года произведён в генерал-майоры. Был инспектором поселённых Финских стрелковых батальонов. 2 апреля 1853 года вошёл в Сенат Финляндии, где занимался церковными делами. 17 апреля 1855 года зачислен в Свиту Его Величества.
В 1859 году покинул сенат из-за разногласий, но 23 апреля 1861 года был произведён в генерал-лейтенанты и вновь назначен сенатором от России, присутствовал во 2-м отделении 3-го департамента и в 1-м департаменте Правительствующего Сената. С 1869 года исполнял обязанности вице-канцлера Александровского университета, с 1870 года являлся председателем комитета по школьному образованию. Считал своей миссией включение русского языка как обязательной дисциплины в элементарных гимназиях, а также продвигал изучение других современных языков в финских школах. С 1865 по 1869 год был членом Попечительского совета заведений общественного призрения в Санкт-Петербурге, попечителем исправительных заведений.
В 1873 году отошёл от дел, получил отставку и уехал в Мекленбург (Германия). Скончался в Шверине 25 ноября 1880 года.

## Семья
От брака с Анной Шарлоттой Хаартман (1815—1849) имел одну дочь Альму-Марию-Александру (1841—1911). Она была привезена А. К. Карамзиной в Петербург и благодаря её протекции назначена в 1860 году фрейлиной к великой княгине Екатерине Михайловне. По отзыву современницы, красивая Альма фон Котен была грациозна и изящна, представляя собой поэтический тип героинь скандинавских легенд, очень культурная, взлелеянная баловством всех окружающих её и безмерной любовью своего отца. Высокая, гибкая, белокурая, со свежем цветом лица, всегда безукоризненно одетая, вдумчивая, но без всякой страсти, она пленяла всех, кто с ней встречался. В 1862 году в Ораниенбауме она познакомилась с другом герцога Мекленбурнского Хансом-Фридрихом фон Эртцен-Киттендорф (1816—1902), владельцем прекрасного имения Киттендорф. Он восхищался Альмой и всегда сопровождал её, когда она ездила верхом, но она смотрела на него как на старика. Когда он попросил её руки, она колебалась, но, тронутая его чувством и под влиянием отца, согласилась выйти за него замуж. Этот брак оказался очень счастливым. Муж сумел понять её и устроить её жизнь согласно её вкусам, разнообразив её поездками за границу и обществом интеллигентных лиц, которых он приглашал в свой замок.

## Награды
- Орден Воинской доблести 4-й степени (1831).
- Орден Святой Анны 4-й степени (1831).
- Орден Святого Станислава 2-й степени (1843).
- Орден Святой Анны 2-й степени (1847).
- Орден Святого Владимира 3-й степени (1850).
- Орден Святого Станислава 1-й степени (20 февраля 1854 года).
- Орден Святой Анны 1-й степени (26 августа 1856 года).
- Орден Святого Владимира 2-й степени (1 января 1864 года).
- Орден Белого орла (1869 год).
- Орден Святого Александра Невского (25 марта 1878 года).